# PNA Azopardo (GC-25)
PNA Azopardo (GC-25) («Асопа́рдо»)— патрульный корабль, состоящий на вооружении Береговой охраны Аргентины. Второй корабль серии. «Асопардо» — третий корабль Береговой охраны Аргентины (и пятый военный корабль), названный в честь Хуана Б. Асопардо (встречается также как Азопардо) (исп. Juan Bautista Azopardo) — аргентинского военного деятеля мальтийского происхождения, капера и офицера Аргентинской армии периода войн за независимость и с Бразилией. Предыдущими кораблями носившими это имя были фрегат ВМС и патрульный корабль БОХР (бывший фрегат ВМС «Эркулес»).

## История строительства
Спроектировано и построено в Испании фирмой «Базан» по проекту «Алькон 2» (Halcón II). По этому же проекту были построены патрульные корабли типа «Урибе» для ВМС Мексики.
Заложен 14 октября 1981 года, в церемонии закладки участвовала Мария Л. Рамос де Риос, нарёкшая корабль согласно указу 8540 JN 9 Nº 6/1981. Первым капитаном корабля был назначен Эмилио Р. Хансен. «Асопардо» отбыл из Ферроля 22 мая 1983 года.

## Служба
15 июня 1983 года патрульный корабль «Асопардо» прибыл в столицу Аргентины — Буэнос-Айрес. 15 июля на нём был поднят флаг Береговой охраны Аргентины и он официально введён в состав службы.
В сентябре 1984 года участвовал в маневрах «Ацтека» совместно с корветами «Муратур» и «Кинг» и гидрографическим судном «Комодоро Ривадавия».
22 марта 1986 года под командованием Доминго Х. Реала перешёл в новое место базирования — порт Баия-Бланка (зона Севера Аргентинского моря).
В период с марта по сентябрь 2000 года он прошёл капитальный ремонт на верфи «Рио Сантьяго».
С 2016 года базируется на порт Пуэрто-Нуэво (Буэнос-Айрес).
В 2019 году прошёл модернизацию на верфи Tandanor.